# Дыгай, Александр Михайлович
Александр Михайлович Дыгай (род. 1 апреля 1952 год, Томск) — советский и российский патофизиолог и фармаколог. Руководитель лаборатории патологической физиологии и экспериментальной терапии, заместитель директора по научной работе НИИ фармакологии Томского научного центра Сибирского отделения РАМН. Доктор медицинских наук, профессор, академик РАМН (2004; с 2013 — академик Российской академии наук). Член правления Российского научного общества фармакологов, членом Международного общества патофизиологов, ряда других научных обществ. Заслуженный деятель науки Российской Федерации (2001).

## Биография
В 1969 году окончил томскую спецшколу № 6, в 1975 году окончил Томский медицинский институт, лечебный факультет. В 1978 году аспирантуру Томского медицинского института на кафедре патофизиологии.

### Семья
- Родители:
  - Отец — Дыгай Михаил Григорьевич (1911—1970),
  - Мать — Дыгай Нина Капитоновна (1920—1999).
- Супруга — Дыгай Лариса Анатольевна (род. 1950).
- Дети:
  - Дочь — Дыгай Инна Александровна (род. 1972),
  - Сын — Дыгай Михаил Александрович (род. 1977)[1].

## Научные труды
Автор более 400 научных трудов. Среди них 18 монографий:

### Монографии
- 1983 — «Роль лимфоцитов в регуляции гемопоэза»,
- 1989 — «Роль межклеточных взаимодействий в регуляции гемопоэза»,
- 1990 — «Роль опиоидных пептидов в регуляции гемопоэза»,
- 1992 — «Методы культуры ткани в гематологии»,
- 1992 — «Гомеостаз в регуляции физиологических систем организма» (коллективная монография),
- 1992 — «The Regulation of Hemopoesis and Hemostasis»,
- 1992 — «Воспаление и гемопоэз»,
- 1992 — «Рак легкого и система крови»,
- 1993 — «Homeostasis and Regulation of Haematopoiesis»,
- 1994 — «Шлемник байкальский»,
- 1995 — «Лекарственные растения Сибири»,
- 1996 — «Закономерности структурной организации систем жизнеобеспечения в норме и при развитии патологического процесса»,
- 1997 — «Роль вегетативной нервной системы в регуляции гемопоэза»,
- 1998 — «Inflammation and the Blood System»,
- 1999 — «Роль гемопоэзиндуцирующего микроокружения в регуляции кроветворения при цитостатических миелосупрессиях»,
- 2000 — «Механизмы локальный регуляции кроветворения»,
- 2002 — «Дизрегуляционная патология» (коллективная монография),
- 2004 — «Роль нервной системы в регуляции кроветворения»[1].

## Награды и премии
- Орден Александра Невского (14 ноября 2022 года) — за вклад в развитие науки и многолетнюю добросовестную работу[2]
- Орден Почёта (1 марта 2013 года) — за достигнутые трудовые успехи и многолетнюю добросовестную работу[3]
- Заслуженный деятель науки Российской Федерации (11 декабря 2001 года) — за заслуги в научной деятельности[1][4]
- Премия РАМН имени А. А. Богомольца в 1993 году — за цикл работ «Механизмы регуляции кроветворения в норме и при патологии»[1]
- Премия РАМН в области фундаментальных медицинских исследований — за работу «Вегетативные и локальные механизмы регуляции гемопоэза как основа фармакологического контроля жизнедеятельности кроветворной ткани»[1]
- Премия Правительства Российской Федерации в области науки и техники (2005; в составе коллектива) — за создание, внедрение в производство и медицинскую практику новых высокоэффективных лекарственных препаратов на основе сверхмалых доз антител к эндогенным регуляторам[5]